# Maria Tindara Gullo
Maria Tindara Gullo detta Mariella (Patti, 27 febbraio 1964) è una politica italiana.

## Biografia
Laureata in economia e commercio, è impiegata.

### Attività politica
Alle elezioni politiche del 2013 viene eletta alla Camera dei Deputati, nella circoscrizione Sicilia 2, tra le file del Partito Democratico.
Il 15 maggio 2014 ha votato insieme ad altri 6 colleghi del PD (Maria Gaetana Greco, Gero Grassi, Tommaso Ginoble, Maria Amato, Paola Bragantini e Beppe Fioroni) contro il via libera all'arresto di Francantonio Genovese andando contro la decisione del proprio partito.
Il 7 dicembre 2015 abbandona assieme allo stesso Francantonio Genovese il Partito Democratico per aderire ufficialmente a Forza Italia, in contrasto con l'idea del partito di votare a favore dell'arresto di Genovese. Ha dichiarato in tale occasione: "la decisione di aderire a FI è quella di scegliere un partito di centro che si sta rinnovando e guarda con sensibilità simili a quelle mie e del mio elettorato alle problematiche dell'Italia, in generale, e della Sicilia in particolare."
Alle elezioni politiche del 2018, si candida per un seggio alla Camera dei Deputati, ma viene sconfitta dal grillino Alessio Villarosa, concludendo quindi la propria esperienza parlamentare.

### Controversie
È figlia dell'ex vicesindaco di Patti, Francesco Gullo, e cugina di Luigi Gullo, che nel 2011 era candidato a sindaco di Patti. Tutti e tre sono stati coinvolti nell'inchiesta "Fake", con l'accusa di falso ideologico. In occasione delle elezioni amministrative del 2011 in Sicilia, in cui era candidata consigliera comunale, la Gullo avrebbe falsamente dichiarato di essere residente a Patti, pur continuando a vivere a Montagnareale. Nel corso della stessa indagine il padre Francesco Gullo venne arrestato per associazione a delinquere, falso in concorso e voto di scambio.